# Alluvione di Livorno del 2017
L'alluvione di Livorno del 2017 è stata una calamità naturale che si abbatté sulla città toscana e nel limitrofo territorio di Collesalvetti nel settembre del 2017, che ha riguardato l'esondazione di alcuni torrenti della città causa intense precipitazioni. L'evento ha provocato la morte di otto persone.

## Eventi
Intorno alle ore 21:00 di sabato 9 settembre 2017 straordinarie precipitazioni si abbatterono in Toscana, intensificandosi nell'area della provincia di Livorno arrivando intorno alle 03:00 alla sua massima intensità. Numerose le utenze segnalate rimaste senza corrente elettrica e molte strada allagate per l'otturamento dei tombini.
La situazione si aggravò la mattina successiva di domenica 10 settembre: sulle aree collinari poco ad est della città labronica cadevano più di 200 mm, con una punta di 242 mm in località Valle Benedetta, in prossimità delle sorgenti del Rio Maggiore e del Rio Ardenza, i due torrenti esondati. Il dato più eccezionale è che di questi 242 millimetri:
- 210,2 sono caduti in 2 h
- 150,2 in 1 h e 15 min
- 74, 8 in 30 min

Queste circostanze hanno portato così all'esondazione dei due torrenti: il rio Maggiore, parzialmente tombato in più fasi, dagli anni trenta agli anni ottanta del XX secolo, esondò all'imbocco della tombatura, invadendo il giardino e l'appartamento posto al di sotto del piano di campagna di una villetta in stile eclettico posta all'angolo tra via Rodocanacchi e viale Nazario Sauro, dove morirono 4 persone, mentre il rio Ardenza straripò nei suoi ultimi due chilometri, tra i quartieri di Montenero e Ardenza, nella zona denominata "Tre Ponti", luogo in cui è stata trovata anche l'ultima vittima dispersa. Il nubifragio ebbe poi termine intorno alle 13 del giorno stesso.

## Cifre
| Morti                                    | 8 |
| Feriti                                   | 13 |
| Zone colpite                             | nel comune di Livorno: Ardenza, Collinaia, Montenero, Quercianella; nel comune di Collesalvetti: Stagno |
| Mm di pioggia caduti in totale           | circa 250                                                                                               |
| Abitazioni danneggiate pesantemente      | 5 |
| Utenze rimaste senza fornitura elettrica | 2700 |
| Area colpita                             | 43,12 km²                                                                                               |
| Danni                                    | 6,6 milioni di euro                                                                                     |